# Edor Hjukström
Edor Albrekt Hjukström (* 8. Mai 1916 in Sorsele; † 27. Oktober 2002 in Stockholm) war ein schwedischer Offizier, zuletzt im Dienstgrad Oberstleutnant, und war bei den Olympischen Winterspielen 1948 als Leutnant Mitglied der schwedischen Mannschaft beim Vorführbewerb Militärpatrouillenlauf, die in dieser Disziplin die Bronzemedaille gewann.

## Biografie
Edor Hjukström war der jüngste Sohn eines Jagdmeisters und hatte drei Brüder. Nach dem Besuch der Volksschule war er für drei Jahre in der Forstwirtschaft tätig und trat 1933 als Freiwilliger in Umeå dem Västerbottens-Regiment bei. 1937 absolvierte er an der Arméns Underofficersskola in Uppsala die Unteroffiziersausbildung und erlangte die Hochschulzugangsberechtigung. 1939 gewann der Armeeskimeisterschaft und wurde als Fähnrich 1942 dem Dalarna-Regiment (Dalregementet) in Falun zuversetzt. 1941, 1942 und 1944 nahm er an Militärpatrouillenläufen des Dalarna-Regiments teil. 1944 erfolgte die Beförderung zum Leutnant und 1945 wurde er Armeeskimeister. Von 1946 bis 1948 war er Zugführer an der Jägerschule in Kiruna. 1950 wurde er zum Kapten befördert. Von 1950 bis 1951 besuchte er die Kriegshochschule (Krigshögskolan) und war von 1953 bis 1955 Generalstabsanwärter. 1962 erfolgte die Beförderung zum Major, war dann stellvertretender Bataillonskommandeur und verantwortlich für die Ausbildung im Bataillon. 1966 wurde er zum Oberstleutnant befördert und dem Armeestab (Arméstaben) des schwedischen Armeechefs zuversetzt.